# Awgust
Awgust (IPA: au̯gʊst) ist ein männlicher Vorname. Es ist die sorbische Form des Namens August.
Für weitere Informationen zum Namen, siehe den Hauptartikel August (Name).

## Bekannte Namensträger
- Korla Awgust Kocor (1822–1904), sorbischer Komponist